# Maricel Álvarez
Maricel Álvarez (Buenos Aires, Argentina) és una actriu de cinema, televisió i teatre argentina, a més de professora i coreògrafa. Va assolir la fama amb la cinta de 2010 Biutiful, del director mexicà Alejandro González Iñárritu.

## Trajectòria
Álvarez va estudiar Interpretació i Dansa Contemporània. Ha treballat en òperes contemporànies com Sin voces, Cuerpos viles: museo de la morgue judicial, Los murmullos, Hamlet, Woyzeck, Bambiland, Dolor exquisito, Heldenplatz, El matadero, Ifigenia en Áulide, Prometeo olvidado, Luces de bohemia o The Mask of the Medusa. Entre aquestes obres destaquen directors com Emilio García Wehbi, Rubén Szhuchmacher, Laura Yusem, Villanueva Cosse o Laura Yusem.
Com a coreògrafa o codirectora ha treballat en obres com a Red Lights for Dr. Faustus, Moby Dick oder der Weisse Wal, Chacales y árabes, El matadero.5: Aullido i El matadero.6: Ciudad Juárez.

## Filmografia

### Cinema
- Un traductor (2018)[4]
- Vergel (2017)[5]
- Mi amiga del parque (2015)[6]
- Las insoladas (2014)[7]
- El paraíso de los malditos (2013)
- Días de vinilo (2012)
- To Rome with Love (2012)[8]
- Biutiful (2010)
- Pequeños Milagros (1997)[9]

### Televisió
- El hombre de tu vida (2012)